# Ratpenat barbut petit
El ratpenat barbut petit (Chalinolobus picatus) és una espècie de ratpenat de la família dels vespertiliònids. És endèmic d'Austràlia.